# (185164) Ingeburgherz
(185164) Ingeburgherz ist ein Asteroid des mittleren Hauptgürtels, der am 27. September 2006 vom Team des Observatorio Astronómico de La Sagra entdeckt wurde.
Der Planetoid wurde zu Ehren von Ingeburg Herz (1920–2015), einer deutschen Unternehmerin und Gründerin der Max und Ingeburg Herz Stiftung, benannt. Die Stiftung unterstützt Bildung, Forschung und Wissenschaft.
(185164) Ingeburgherz gehört zur Merxia-Familie. Namensgeber dieser Asteroidenfamilie ist der 31 km große (808) Merxia.